# ميناء فيليكسستو
ميناء فيليكسستو هو ميناء يقع في فيليكسستو، سوفولك. هو أكثر موانئ الحاويات ازدحامًا في المملكة المتحدة،  ويتعامل مع 48٪ من تجارة الحاويات في بريطانيا.